# Роберт Л. Ґормлі
Роберт Лі Ґормлі (англ. Robert Lee Ghormley) (нар.15 жовтня 1883 Портленд, Орегон — пом.21 червня 1958 Бетесда, Монтгомері, Меріленд) — американський військово-морський діяч, віце-адмірал ВМС США.

## Життєпис
Роберт Лі Ґормлі народився 15 жовтня 1883 у місті Портленд, штату Орегон в сім'ї пресвітиріанського проповідника, доктора Девіда Овена Ґормлі та Еліс Ірвін Ґормлі. Ґормлі був найстаршим з шести дітей. У 10 віці разом з сім'єю переїхав до штату Айдахо.
Закінчив Військово-морську академію в Аннаполісі у 1906 році та військово-морський коледж в 1938 році. 

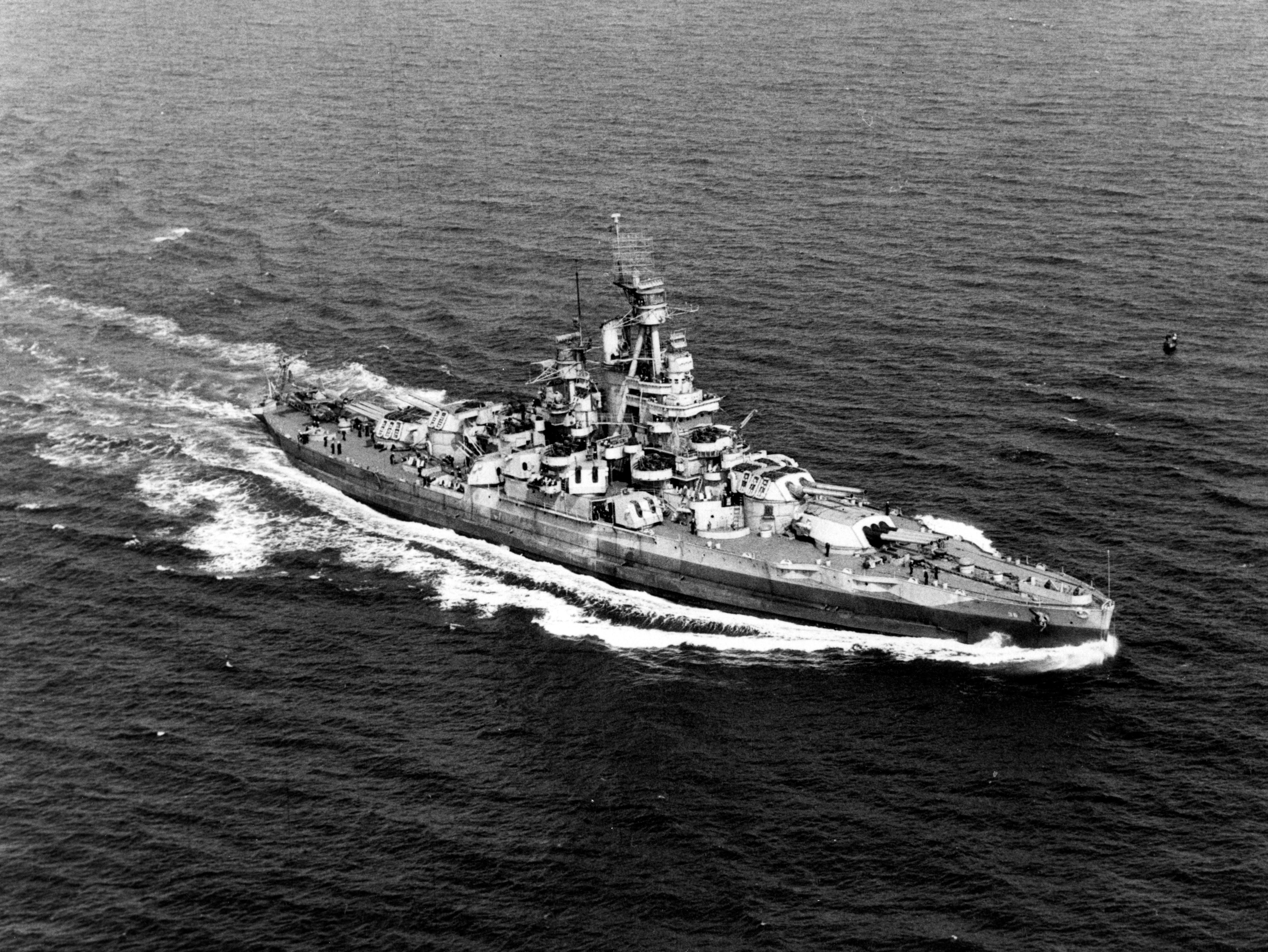
«USS «Невада»»

У 1911 — 1913 роках прапор-лейтенант командувача Тихоокеанським флотом. Лейтенант Ґормлі був учасником військової кампанії в Нікарагуа 1912 року. Під час 1-ї світової війни служив на лінкорі «Невада». Командував у 1920 — 1922 роках есмінцем «Ніаґара» і ескадреним міноносцем «Сендс». У 1923 — 1925 роках помічник військово-морського секретаря, а у 1925 — 1927 роках — виконавчий офіцер на лінкорі «Оклахома». З 1927 секретар Військово-морського ради у Вашингтоні. 
На початку 1930-х років Ґормлі начальник штабу командувача бойовими силами флоту США адмірала Шофілда. У вересні 1932 року Ґормлі призначений виконуючим обов'язки керівника тактичного відділу в Управлінні начальника військово-морських операцій ВМС.
З 1935 року — командир лінкора «Невада». У 1936 переведений в штаб флоту. Ґормлі у 1938 році призначають директором оборонного планування та помічником начальника морських операцій. У 1939 році Ґормлі стає контр-адміралом. Наступного року, в серпні 1940, Роберта Ґормлі направлено до Лондона як спеціального військово-морського спостерігача, офіцера зв'язку при британському Верховному командуванні. 
17 квітня 1942 року Ґормлі призначений командувачем ВМС США у Південній частині Тихого океану, штаб-квартира в Окленді, Нова Зеландія. Перед Ґормлі було поставлено завдання до 1 серпня 1942 року захопити острови Тулагі і Гуадалканал. Ґормлі не володів достатніми силами і потрібним часом для підготовки, тому звернувся з проханням про відтермінування, після чого час висадки було перенесено на 8 серпня. Ґормлі і його штаб склали план операції, не врахувавши при цьому нестачу транспортних засобів і труднощі в постачанні споряджень та боєприпасів. Незабаром після висадки десанту Ґормлі наказав відійти авіаносному з'єднанню адмірала Ф. Флетчера, що призвело до втрати в ході бою біля острова Саво 4 крейсери. Адмірал Честер Німіц замінив 18 жовтня 1942 року Ґормлі на адмірала Вільяма Холсі. Ґормлі було відкликано до Вашингтону. 
У лютому 1943 року Роберт Ґормлі призначений командувачем 14 військово-морського округу на Гаваях. Пробув на цій посаді до жовтня 1944 року. З 15 грудня 1944 року — командувач об'єднаними ВМС союзників у Європі. Після закінчення війни призначений офіційним спостерігачем за роззброєнням німецького ВМФ. У 1947 році Ґормлі вийшов у відставку.

## Особисте життя
Роберта Лі Ґормлі одружився 20 жовтня 1911 з Люсіль Елізабет Ліон Ґормлі. У них був син Роберт Лі Ґормлі молодший (1923 — 2012)
Помер Ґормлі у Військово-морському шпиталі у Меріленді 21 червня 1958 року. Похований на Арлінгтонському національному цвинтарі. Його дружина, Люсіль Ліон Ґормлі (1890-1966), похований разом з ним.